# Copa de Alemania 2021-22
La DFB-Pokal 2021-22 fue la 79.ª edición de esta competición anual de la Copa de Alemania. Inició el 6 de agosto de 2021 con la primera ronda y finalizó el 21 de mayo de 2022 en el estadio Olímpico de Berlín. El campeón participó en la DFL-Supercup 2022 y en la UEFA Europa League 2022-23. El RB Leipzig fue el campeón del torneo logrando su primer título oficial.

## Calendario
Todos los sorteos generalmente se realizaron en el Museo Alemán de Fútbol en Dortmund, en domingo por la noche a las 18:30 después de cada ronda (a menos que se indicaba lo contrario). Los sorteos fueron televisados por ARD y Sportschau. A partir de los cuartos de final, el sorteo de DFB-Pokal Femenina también se llevó a cabo al mismo tiempo. Las diferentes rondas fueron programadas de la siguiente forma:
| Ronda            | Fecha de sorteo       | Partidos                                        |
| ---------------- | --------------------- | ----------------------------------------------- |
| Primera ronda    | 4 de julio de 2021    | 6–9 de agosto de 2021                           |
| Segunda ronda    | 29 de agosto de 2021  | 26–27 de octubre de 2021                        |
| Octavos de final | 31 de octubre de 2021 | 18–19 de enero de 2022                          |
| Cuartos de final | 30 de enero de 2022   | 1–2 de marzo de 2022                            |
| Semifinales      | 6 de marzo de 2022    | 19–20 de abril de 2022                          |
| Final            | 6 de marzo de 2022    | 21 de mayo de 2022 en el Olympiastadion, Berlín |

## Equipos participantes
Participaron 64 equipos: los 18 equipos de la 1. Bundesliga 2020-21, los 18 equipos de la 2. Bundesliga 2020-21, los 4 mejores equipos de la 3. Liga 2020-21 y 24 equipos de las 21 Copas Regionales 2020-21, (Las Copas Regionales Westfalia, Baviera y Baja Sajonia tuvieron 2 representantes cada una, las otras Copas Regionales solo uno).
| Bundesliga Los 18 clubes de la temporada 2020-21. | 2. Bundesliga Los 18 clubes de la temporada 2020-21. | 3. Liga Los mejores 4 clubes de la temporada 2020-21. |
| - Augsburgo - Hertha Berlín - Werder Bremen - Borussia Dortmund - Eintracht Fráncfort - Friburgo - Stuttgart - Hoffenheim - RB Leipzig - Bayer 04 Leverkusen - Maguncia 05 - Borussia Mönchengladbach - Bayern Múnich - Schalke 04 - Wolfsburgo - Unión Berlín - Arminia Bielefeld - Colonia | - Fortuna Düsseldorf - Hannover 96 - Núremberg - Erzgebirge Aue - Paderborn 07 - Bochum - Darmstadt 98 - Eintracht Brunswick - Hamburgo - Greuther Fürth - Heidenheim - Holstein Kiel - Jahn Ratisbona - Sandhausen - San Pauli - Osnabrück - Karlsruher - Wurzburgo Kickers | - Dinamo Dresde - 1860 Múnich - Ingolstadt 04 - Hansa Rostock |
| Representativos de las asociaciones regionales Los 24 representativos de 21 asociaciones regionales de la DFB, clasificaron a través de Copas Regionales 2020-21. | | |
| - Baden Waldhof Mannheim - Baviera Türkgücü Múnich (GC) Bayreuth (LC) - Berlín Dinamo Berlín - Brandeburgo Babelsberg - Bremen Bremer - Hamburgo Eintracht Norderstedt - Hesse Wehen Wiesbaden                                                                                               | - Baja Renania Wuppertaler - Baja Sajonia Meppen (3L/RL) Oldemburgo (AM) - Mecklenburgo-Pomerania Greifswalder - Renania Media Viktoria Colonia - Renania Rot-Weiß Koblenza - Sarre Elversberg - Sajonia Lokomotive Leipzig                                                  | - Sajonia-Anhalt Magdeburgo - Schleswig-Holstein Weiche Flensburgo - Baden del Sur Villingen - Suroeste Kaiserslautern - Turingia Carl Zeiss Jena - Westfalia Sportfreunde Lotte (GC) Preußen Münster (RL) - Wurtemberg Ulm |

## Formato

### Participación
La DFB-Pokal comenzó con una ronda de 64 equipos. Los 36 equipos de la Bundesliga y 2. Bundesliga, junto con los 4 primeros clasificados de la 3. Liga se calificaron automáticamente para el torneo. De los restantes cupos, 21 se otorgaron a los ganadores de las copas de las asociaciones regionales de fútbol, el Verbandspokal o Copas Regionales. Los 3 cupos restantes se asignaron a las tres asociaciones regionales con la mayoría de los equipos, que fueron Baviera, Baja Sajonia y Westfalia. El equipo amateur mejor clasificado de Regionalliga Bayern recibió el lugar para Baviera. Para Baja Sajonia, la Copa de Baja Sajonia se dividió en dos llaves: uno para 3. Liga y Regionalliga Nord, y el otro para equipos amateur. Los ganadores de cada llave calificaron. Para Westfalia, el ganador de un play-off entre el equipo mejor clasificado de la Regionalliga West y la Oberliga Westfalen también se clasifica. Como cada equipo tiene derecho a participar en torneos locales que califican para las copas de la asociación, cada equipo podía, en principio, competir en el DFB-Pokal. Los equipos de reserva y las secciones de fútbol combinadas no pueden entrar, junto con dos equipos de la misma asociación o corporación.

### Sorteo
Los sorteos para las diferentes rondas se realizaron de la siguiente manera:
Para la primera ronda, los equipos participantes se dividieron en dos bombos de 32 equipos cada uno. El primer bombo contuvo todos los equipos que se han clasificado a través de sus competiciones de copa regionales, los mejores cuatro equipos de la 3. Liga y los cuatro equipos inferiores de la 2. Bundesliga. Cada equipo de este bombo fue emparejado con un equipo del segundo bombo, que contiene todos los equipos profesionales restantes (todos los equipos de la Bundesliga y los catorce equipos restantes de la 2. Bundesliga). Los equipos del primer bombo se establecieron como el equipo local en el proceso del sorteo.
El escenario de dos bombos también se aplicó para la segunda ronda, con los restantes equipos de la 3. Liga y/o equipo(s) amateur(s) en el primer bombo y los restantes equipos de la Bundesliga y 2. Bundesliga en el otro bombo. Una vez más, la 3. Liga y/o equipo(s) amateur(s) sirvieron como anfitriones. Sin embargo, esta vez los bombos no tuvieron que ser de la misma cantidad, dependiendo de los resultados de la primera ronda. Teóricamente, incluso era posible que haya un solo bombo, si todos los equipos de uno de los bombos de la primera ronda vencían a todos los demás en el segundo bombo. Una vez que un bombo estuviera vacío, los pares restantes se extraerían del otro bombo con el primer equipo sorteado para un partido que fueran como anfitriones.
Para las rondas restantes, el sorteo se realizaró desde un solo bote. Cualquier equipo de la 3. Liga y/o equipo(s) amateur(s) fue el equipo local si se emparejaba contra un equipo profesional. En todos los demás casos, el primer equipo seleccionado sirvió como anfitrión.

### Sistema de juego
Los equipos se enfrentaron en un solo partido por ronda. En caso de empate en tiempo reglamentario, se añadieron dos tiempos suplementarios de quince minutos cada uno y si el encuentro sigue igualado, la tanda de penaltis definió que equipo avanzaba a la siguiente fase. Un total de siete jugadores podían aparecer en el banco de suplentes, y se permitieron hasta tres sustituciones durante los 90 minutos. Después de la aprobación por la IFAB en 2016, se permitió el uso de un cuarto sustituto en tiempo adicional como parte de un proyecto piloto. A partir de los cuartos de final, un video árbitro asistente fue designado para todos los partidos de DFB-Pokal. Aunque técnicamente es posible, el VAR no se utilizó para los partidos en casa de los clubes de la Bundesliga antes de los cuartos de final para brindar un enfoque uniforme a todos los partidos.

### Clasificación
El ganador de la DFB-Pokal obtuvo la calificación automática para la fase de grupos de la edición del próximo año de la Liga Europa de la UEFA. Si ya se habían clasificado para la Liga de Campeones de la UEFA a través de la posición en la Bundesliga, el puesto fue al equipo en sexto lugar, y la segunda ronda de clasificación de la liga fue para el equipo en séptimo lugar. El ganador también recibió la DFL-Supercup al comienzo de la próxima temporada, y se enfrentó al campeón de la Bundesliga del año anterior, a menos que el mismo equipo gane la Bundesliga y la DFB-Pokal, completando un doblete. En ese caso, el subcampeón de la Bundesliga tomaba el lugar y el anfitrión en su lugar.
El fixture es el siguiente:

## Partidos
Se llevaron a cabo un total de sesenta y tres partidos, comenzando con la primera ronda el 6 de agosto de 2021 y culminando con la final el 21 de mayo de 2022 en el Olympiastadion en Berlín.
Los horarios hasta el 30 de octubre de 2021 y desde el 27 de marzo de 2022 son CEST (UTC+2). Los horarios del 31 de octubre de 2021 al 26 de marzo de 2022 son CET (UTC+1).

### Primera ronda
El sorteo de la primera ronda se celebró el 4 de julio de 2021 a las 18:30 con Thomas Broich sorteando los partidos. Los treinta y dos partidos tuvieron lugar del 6 al 25 de agosto de 2021.
| 6 de agosto de 2021, 20:45 | Dinamo Dresde           | 2:1 (0:0)                     | Paderborn 07 | Rudolf-Harbig-Stadion, Dresde                               |                                                             |
|                            | Knipping 54' · Kade 88' | DFB Reporte Soccerway Reporte | Michel 60'   | Asistencia: 12 702 espectadores Árbitro(s): Christof Günsch | Asistencia: 12 702 espectadores Árbitro(s): Christof Günsch |

| 6 de agosto de 2021, 20:45 | 1860 Múnich                                    | 1:1 (1:1, 0:0) (t. s.)(5:4 p.) | Darmstadt 98                                     | Grünwalder Stadion, Múnich                               |                                                          |
|                            | Steinhart 75'                                  | DFB Reporte Soccerway Reporte  | Pfeiffer 80'                                     | Asistencia: 4158 espectadores Árbitro(s): Tobias Reichel | Asistencia: 4158 espectadores Árbitro(s): Tobias Reichel |
|                            |                                                | Tiros desde el punto penal     |                                                  |                                                          |                                                          |
|                            | Steinhart · Tallig · Dressel · Staude · Salger |                                | Pfeiffer · Holland · Schnellhardt · Manu · Tietz |                                                          |                                                          |

| 7 de agosto de 2021, 15:30 | Weiche Flensburgo   | 2:4 (0:0, 0:0) (t. s.)        | Holstein Kiel                                              | Manfred-Werner-Stadion, Flensburgo                         |                                                            |
|                            | Herrmann 104', 110' | DFB Reporte Soccerway Reporte | Arp 94' (pen.) · Sander 105' · Reese 120' · Bartels 120+2' | Asistencia: 1700 espectadores Árbitro(s): Frank Willenborg | Asistencia: 1700 espectadores Árbitro(s): Frank Willenborg |

| 7 de agosto de 2021, 15:30 | Lokomotive Leipzig | 0:3 (0:2)                     | Bayer Leverkusen                        | Bruno-Plache-Stadion, Leipzig                             |                                                           |
|                            |                    | DFB Reporte Soccerway Reporte | Demirbay 5' (pen.), 87' · Bellarabi 14' | Asistencia: 6185 espectadores Árbitro(s): Florian Lechner | Asistencia: 6185 espectadores Árbitro(s): Florian Lechner |

| 7 de agosto de 2021, 15:30 | Sandhausen | 0:4 (0:2)                     | RB Leipzig                                            | BWT-Stadion am Hardtwald, Sandhausen                      |                                                           |
|                            |            | DFB Reporte Soccerway Reporte | Orbán 19' · Haidara 45' · Nkunku 59' · Szoboszlai 81' | Asistencia: 4067 espectadores Árbitro(s): Daniel Schlager | Asistencia: 4067 espectadores Árbitro(s): Daniel Schlager |

| 7 de agosto de 2021, 15:30 | Bayreuth                                        | 3:6 (1:2)                     | Arminia Bielefeld                                                 | Hans-Walter-Wild-Stadion, Bayreuth                        |                                                           |
|                            | Knežević 14' · Maderer 52' · Nilsson 68' (a.g.) | DFB Reporte Soccerway Reporte | Laursen 11' · Klos 28' · Lasme 51', 85' · Nilsson 73' · Kunze 79' | Asistencia: 5000 espectadores Árbitro(s): Robert Hartmann | Asistencia: 5000 espectadores Árbitro(s): Robert Hartmann |

| 7 de agosto de 2021, 15:30 | Greifswalder                | 2:4 (1:1)                     | Augsburgo                                               | Volksstadion Greifswald, Greifswald                 |                                                     |
|                            | Knechtel 2' · Jovanović 69' | DFB Reporte Soccerway Reporte | Winther 41' · Niederlechner 52' · Jensen 68' · Hahn 80' | Asistencia: 4000 espectadores Árbitro(s): Max Burda | Asistencia: 4000 espectadores Árbitro(s): Max Burda |

| 7 de agosto de 2021, 15:30 | Osnabrück                | 2:0 (1:0)                     | Werder Bremen | Stadion an der Bremer Brücke, Osnabrück                   |                                                           |
|                            | Trapp 45' · Köhler 90+6' | DFB Reporte Soccerway Reporte |               | Asistencia: 5341 espectadores Árbitro(s): Patrick Ittrich | Asistencia: 5341 espectadores Árbitro(s): Patrick Ittrich |

| 7 de agosto de 2021, 15:30 | Eintracht Norderstedt | 0:4 (0:2)                     | Hannover 96                                        | Edmund-Plambeck-Stadion, Norderstedt                         |                                                              |
|                            |                       | DFB Reporte Soccerway Reporte | Ochs 20' · Ducksch 45+1' (pen.), 63' · Muslija 65' | Asistencia: 745 espectadores Árbitro(s): Matthias Jöllenbeck | Asistencia: 745 espectadores Árbitro(s): Matthias Jöllenbeck |

| 7 de agosto de 2021, 15:30 | Wuppertaler | 1:2 (1:1, 1:0) (t. s.)        | Bochum                   | Stadion am Zoo, Wuppertal                             |                                                       |
|                            | Šarić 22'   | DFB Reporte Soccerway Reporte | Zoller 53' · Tesche 111' | Asistencia: 4490 espectadores Árbitro(s): Patrick Alt | Asistencia: 4490 espectadores Árbitro(s): Patrick Alt |

| 7 de agosto de 2021, 15:30 | Dinamo Berlín | 0:6 (0:2)                     | Stuttgart                                                                                   | Stadion im Sportforum, Berlín                         |                                                       |
|                            |               | DFB Reporte Soccerway Reporte | Al Ghaddioui 26' · Sosa 45+1' · Mavropanos 53' · Klimowicz 68' · Sankoh 82' · Churlinov 88' | Asistencia: 3500 espectadores Árbitro(s): Eric Müller | Asistencia: 3500 espectadores Árbitro(s): Eric Müller |

| 7 de agosto de 2021, 18:30 | Ulm | 0:1 (0:0)                     | Núremberg | Donaustadion, Ulm                                        |                                                          |
|                            |     | DFB Reporte Soccerway Reporte | Duman 79' | Asistencia: 6743 espectadores Árbitro(s): Michael Bacher | Asistencia: 6743 espectadores Árbitro(s): Michael Bacher |

| 7 de agosto de 2021, 18:30 | Babelsberg                                         | 2:2 (2:2, 1:1) (t. s.)(5:4 p.) | Greuther Fürth                                   | Karl-Liebknecht-Stadion, Potsdam                      |                                                       |
|                            | Rausch 37' · Hoffmann 70'                          | DFB Reporte Soccerway Reporte  | Hrgota 22' (pen.) · Green 85'                    | Asistencia: 3030 espectadores Árbitro(s): Robin Braun | Asistencia: 3030 espectadores Árbitro(s): Robin Braun |
|                            |                                                    | Tiros desde el punto penal     |                                                  |                                                       |                                                       |
|                            | Frahn · Wegener · Lela · Reimann · Moravec · Danko |                                | Green · Seguin · Hrgota · Barry · Sarpei · Bauer |                                                       |                                                       |

| 7 de agosto de 2021, 18:30 | Magdeburgo      | 2:3 (1:2)                     | San Pauli                       | MDCC-Arena, Magdeburgo                                      |                                                             |
|                            | Conteh 31', 54' | DFB Reporte Soccerway Reporte | Burgstaller 3', 58' · Medić 40' | Asistencia: 15 000 espectadores Árbitro(s): Robert Schröder | Asistencia: 15 000 espectadores Árbitro(s): Robert Schröder |

| 7 de agosto de 2021, 20:45 | Wehen Wiesbaden | 0:3 (0:2)                     | Borussia Dortmund            | BRITA-Arena, Wiesbaden                                    |                                                           |
|                            |                 | DFB Reporte Soccerway Reporte | Haaland 26', 31' (pen.), 51' | Asistencia: 4882 espectadores Árbitro(s): Benjamin Cortus | Asistencia: 4882 espectadores Árbitro(s): Benjamin Cortus |

| 8 de agosto de 2021, 15:30 | Meppen | 0:1 (0:0)                     | Hertha Berlín | Hänsch-Arena, Meppen                                    |                                                         |
|                            |        | DFB Reporte Soccerway Reporte | Selke 90+1'   | Asistencia: 6000 espectadores Árbitro(s): Robert Kampka | Asistencia: 6000 espectadores Árbitro(s): Robert Kampka |

| 8 de agosto de 2021, 15:30 | Elversberg                                                                                      | 2:2 (1:1, 0:0) (t. s.)(7:8 p.) | Maguncia 05                                                                     | Waldstadion an der Kaiserlinde, Spiesen-Elversberg       |                                                          |
|                            | Schnellbacher 73', 110'                                                                         | DFB Reporte Soccerway Reporte  | Burkardt 89', 116'                                                              | Asistencia: 2600 espectadores Árbitro(s): Thorben Siewer | Asistencia: 2600 espectadores Árbitro(s): Thorben Siewer |
|                            |                                                                                                 | Tiros desde el punto penal     |                                                                                 |                                                          |                                                          |
|                            | Schnellbacher · Fellhauer · Baumgärtel · Dragon · Conrad · Laprévotte · Müller · Von Piechowski |                                | Niakhaté · Stöger · Boëtius · Burkardt · Brosinski · Martín · St. Juste · Stach |                                                          |                                                          |

| 8 de agosto de 2021, 15:30 | Carl Zeiss Jena                         | 1:1 (1:1, 1:0) (t. s.)(2:4 p.) | Colonia                              | Ernst-Abbe-Sportfeld, Jena                                   |                                                              |
|                            | Wolfram 5'                              | DFB Reporte Soccerway Reporte  | Skhiri 69'                           | Asistencia: 2728 espectadores Árbitro(s): Florian Badstübner | Asistencia: 2728 espectadores Árbitro(s): Florian Badstübner |
|                            |                                         | Tiros desde el punto penal     |                                      |                                                              |                                                              |
|                            | Oesterhelweg · Bürger · Dedidis · Lange |                                | Lemperle · Schaub · Thielmann · Duda |                                                              |                                                              |

| 8 de agosto de 2021, 15:30 | Villingen  | 1:4 (1:1)                     | Schalke 04                                    | MS-Technologie-Arena, Villingen-Schwenningen                  |                                                               |
|                            | Plavci 31' | DFB Reporte Soccerway Reporte | Bülter 17', 51' · Zalazar 49' · Mikhailov 79' | Asistencia: 4992 espectadores Árbitro(s): Wolfgang Haslberger | Asistencia: 4992 espectadores Árbitro(s): Wolfgang Haslberger |

| 8 de agosto de 2021, 15:30 | Waldhof Mannheim          | 2:0 (0:0)                     | Eintracht Fráncfort | Carl-Benz-Stadion, Mannheim                                  |                                                              |
|                            | Seegert 48' · Boyamba 52' | DFB Reporte Soccerway Reporte |                     | Asistencia: 11 000 espectadores Árbitro(s): Sascha Stegemann | Asistencia: 11 000 espectadores Árbitro(s): Sascha Stegemann |

| 8 de agosto de 2021, 15:30 | Rot-Weiß Koblenza | 0:3 (0:2)                     | Jahn Ratisbona                          | Stadion Oberwerth, Coblenza                               |                                                           |
|                            |                   | DFB Reporte Soccerway Reporte | Beste 27' · Albers 31' · Besuschkow 68' | Asistencia: 1350 espectadores Árbitro(s): Mitja Stegemann | Asistencia: 1350 espectadores Árbitro(s): Mitja Stegemann |

| 8 de agosto de 2021, 15:30 | Türkgücü Múnich | 0:1 (0:1)                     | Unión Berlín | Grünwalder Stadion, Múnich                                |                                                           |
|                            |                 | DFB Reporte Soccerway Reporte | Kruse 23'    | Asistencia: 2500 espectadores Árbitro(s): Martin Petersen | Asistencia: 2500 espectadores Árbitro(s): Martin Petersen |

| 8 de agosto de 2021, 15:30 | Oldemburgo | 0:5 (0:3)                     | Fortuna Düsseldorf                                                               | Marschweg-Stadion, Oldemburgo                            |                                                          |
|                            |            | DFB Reporte Soccerway Reporte | Henning 13', 61' (pen.) · Abbes 23' (a.g.) · Kownacki 26' (pen.) · Shipnoski 70' | Asistencia: 4200 espectadores Árbitro(s): Sven Jablonski | Asistencia: 4200 espectadores Árbitro(s): Sven Jablonski |

| 8 de agosto de 2021, 15:30 | Preußen Münster | 2:0                           | Wolfsburgo                                | Preußenstadion, Münster                                     |                                                             |
| | Hoffmeier 74'   | DFB Reporte Soccerway Reporte | Brekalo 90' · Weghorst 103' · Baku 120+1' | Asistencia: 6703 espectadores Árbitro(s): Christian Dingert | Asistencia: 6703 espectadores Árbitro(s): Christian Dingert |
| El partido originalmente terminó 1:3 en la prórroga a favor de Wolfsburgo. Sin embargo, Wolfsburgo usó un total de 6 sustituciones y fue descalificado tras una protesta del Preußen Münster. |                 |                               |                                           |                                                             |                                                             |

| 8 de agosto de 2021, 18:30 | Eintracht Brunswick | 1:2 (1:1)                     | Hamburgo                   | Eintracht-Stadion, Brunswick                          |                                                       |
|                            | Ihorst 44'          | DFB Reporte Soccerway Reporte | Gyamerah 29' · Glatzel 68' | Asistencia: 6167 espectadores Árbitro(s): Tobias Welz | Asistencia: 6167 espectadores Árbitro(s): Tobias Welz |

| 8 de agosto de 2021, 18:30 | Wurzburgo Kickers | 0:1 (0:1)                     | Friburgo   | Flyeralarm Arena, Wurzburgo                              |                                                          |
|                            |                   | DFB Reporte Soccerway Reporte | Schmid 45' | Asistencia: 2820 espectadores Árbitro(s): Benjamin Brand | Asistencia: 2820 espectadores Árbitro(s): Benjamin Brand |

| 8 de agosto de 2021, 18:30 | Hansa Rostock                                | 3:2 (1:1, 0:1) (t. s.)        | Heidenheim                 | Ostseestadion, Rostock                                    |                                                           |
|                            | Mainka 57' (a.g.) · Rizzuto 94' · Munsy 119' | DFB Reporte Soccerway Reporte | Mainka 25' · Schimmer 108' | Asistencia: 15 000 espectadores Árbitro(s): Aarne Aarnink | Asistencia: 15 000 espectadores Árbitro(s): Aarne Aarnink |

| 9 de agosto de 2021, 18:30 | Ingolstadt 04         | 2:1 (1:0)                     | Erzgebirge Aue | Audi Sportpark, Ingolstadt                               |                                                          |
|                            | Bilbija 6' · Kaya 79' | DFB Reporte Soccerway Reporte | Zolinski 67'   | Asistencia: 3322 espectadores Árbitro(s): Daniel Siebert | Asistencia: 3322 espectadores Árbitro(s): Daniel Siebert |

| 9 de agosto de 2021, 18:30 | Viktoria Colonia         | 2:3 (1:1, 1:1) (t. s.)        | Hoffenheim                             | Sportpark Höhenberg, Colonia                          |                                                       |
|                            | Handle 33' · Greger 102' | DFB Reporte Soccerway Reporte | Kramarić 27' (pen.), 108' · Dabbur 94' | Asistencia: 3402 espectadores Árbitro(s): Franz Bokop | Asistencia: 3402 espectadores Árbitro(s): Franz Bokop |

| 9 de agosto de 2021, 18:30 | Sportfreunde Lotte | 1:4 (0:1)                     | Karlsruher                                               | FRIMO Stadion, Lotte                                   |                                                        |
|                            | Brauer 73'         | DFB Reporte Soccerway Reporte | Schleusener 44' · Hofmann 50' · Kaufmann 58' · Cueto 79' | Asistencia: 5000 espectadores Árbitro(s): Riem Hussein | Asistencia: 5000 espectadores Árbitro(s): Riem Hussein |

| 9 de agosto de 2021, 20:45 | Kaiserslautern | 0:1 (0:1)                     | Borussia Mönchengladbach | Fritz-Walter-Stadion, Kaiserslautern                  |                                                       |
|                            |                | DFB Reporte Soccerway Reporte | Stindl 11'               | Asistencia: 5000 espectadores Árbitro(s): Harm Osmers | Asistencia: 5000 espectadores Árbitro(s): Harm Osmers |

| 25 de agosto de 2021, 20:15 | Bremer | 0:12 (0:5)                    | Bayern Múnich | Wohninvest Weserstadion, Bremen                            |                                                            |
|                             |        | DFB Reporte Soccerway Reporte | Choupo-Moting 8', 28', 35', 82' · Musiala 16', 48' · Warm 27' (a.g.) · Tillman 47' · Sané 65' · Cuisance 80' · Sarr 86' · Tolisso 88' | Asistencia: 10 093 espectadores Árbitro(s): Nicolas Winter | Asistencia: 10 093 espectadores Árbitro(s): Nicolas Winter |

### Segunda ronda
El sorteo de la segunda ronda se celebró el 29 de agosto de 2021 a las 18:30 con Ronald Rauhe sorteando los partidos. Los dieciséis partidos tuvieron lugar del 26 al 27 de octubre de 2021.
| 26 de octubre de 2021, 18:30 | Babelsberg | 0:1 (0:1)                     | RB Leipzig     | Karl-Liebknecht-Stadion, Potsdam                          |                                                           |
|                              |            | DFB Reporte Soccerway Reporte | Szoboszlai 45' | Asistencia: 6218 espectadores Árbitro(s): Benjamin Cortus | Asistencia: 6218 espectadores Árbitro(s): Benjamin Cortus |

| 26 de octubre de 2021, 18:30 | 1860 Múnich | 1:0 (1:0)                     | Schalke 04 | Grünwalder Stadion, Múnich                                |                                                           |
|                              | Lex 5'      | DFB Reporte Soccerway Reporte |            | Asistencia: 15 000 espectadores Árbitro(s): Robert Kampka | Asistencia: 15 000 espectadores Árbitro(s): Robert Kampka |

| 26 de octubre de 2021, 18:30 | Hoffenheim                                                                              | 5:1 (2:0)                     | Holstein Kiel | PreZero Arena, Sinsheim                                   |                                                           |
|                              | Van den Bergh 3' (a.g.) · Wahl 31' (a.g.) · Stiller 59' · Dabbur 72' · Bruun Larsen 84' | DFB Reporte Soccerway Reporte | Neumann 47'   | Asistencia: 5033 espectadores Árbitro(s): Robert Hartmann | Asistencia: 5033 espectadores Árbitro(s): Robert Hartmann |

| 26 de octubre de 2021, 18:30 | Preußen Münster | 1:3 (1:1)                     | Hertha Berlín                           | Preußenstadion, Münster                                      |                                                              |
|                              | Deters 41'      | DFB Reporte Soccerway Reporte | Jovetić 3' · Belfodil 79' · Richter 83' | Asistencia: 11 037 espectadores Árbitro(s): Frank Willenborg | Asistencia: 11 037 espectadores Árbitro(s): Frank Willenborg |

| 26 de octubre de 2021, 20:00 | Borussia Dortmund | 2:0 (0:0)                     | Ingolstadt 04 | Signal Iduna Park, Dortmund                                     |                                                                 |
|                              | Hazard 72', 81'   | DFB Reporte Soccerway Reporte |               | Asistencia: 28 000 espectadores Árbitro(s): Matthias Jöllenbeck | Asistencia: 28 000 espectadores Árbitro(s): Matthias Jöllenbeck |

| 26 de octubre de 2021, 20:45 | Osnabrück                                      | 2:2 (1:1, 0:0) (t. s.)(2:3 p.) | Friburgo                                                     | Stadion an der Bremer Brücke, Osnabrück                     |                                                             |
|                              | Gugganig 90+7' · Klaas 109'                    | DFB Reporte Soccerway Reporte  | Grifo 33' · Schlotterbeck 120'                               | Asistencia: 12 000 espectadores Árbitro(s): Robert Schröder | Asistencia: 12 000 espectadores Árbitro(s): Robert Schröder |
|                              |                                                | Tiros desde el punto penal     |                                                              |                                                             |                                                             |
|                              | Kleinhansl · Klaas · Gugganig · Itter · Wooten |                                | Höler · Günter · Eggestein · Schlotterbeck · Jeong Woo-yeong |                                                             |                                                             |

| 26 de octubre de 2021, 20:45 | Núremberg                            | 1:1 (1:1, 0:1) (t. s.)(2:4 p.) | Hamburgo                             | Max-Morlock-Stadion, Núremberg                              |                                                             |
|                              | Duman 59'                            | DFB Reporte Soccerway Reporte  | David 45'                            | Asistencia: 20 000 espectadores Árbitro(s): Bastian Dankert | Asistencia: 20 000 espectadores Árbitro(s): Bastian Dankert |
|                              |                                      | Tiros desde el punto penal     |                                      |                                                             |                                                             |
|                              | Geis · Duman · Tempelmann · Sørensen |                                | Kinsombi · Kittel · Schonlau · David |                                                             |                                                             |

| 26 de octubre de 2021, 20:45 | Maguncia 05                                  | 3:2 (2:2, 0:1) (t. s.)        | Arminia Bielefeld     | Mewa Arena, Maguncia                                         |                                                              |
|                              | Burkardt 53' · Onisiwo 59' · Ingvartsen 114' | DFB Reporte Soccerway Reporte | Okugawa 2' · Klos 89' | Asistencia: 10 000 espectadores Árbitro(s): Sascha Stegemann | Asistencia: 10 000 espectadores Árbitro(s): Sascha Stegemann |

| 27 de octubre de 2021, 18:30 | Bayer Leverkusen | 1:2 (0:1)                     | Karlsruher                     | BayArena, Leverkusen                                    |                                                         |
|                              | Frimpong 54'     | DFB Reporte Soccerway Reporte | Cueto 5' · Choi Kyoung-rok 63' | Asistencia: 13 060 espectadores Árbitro(s): Tobias Welz | Asistencia: 13 060 espectadores Árbitro(s): Tobias Welz |

| 27 de octubre de 2021, 18:30 | Waldhof Mannheim | 1:3 (1:1, 1:1) (t. s.)        | Unión Berlín                    | Carl-Benz-Stadion, Mannheim                                |                                                            |
|                              | Rossipal 4'      | DFB Reporte Soccerway Reporte | Behrens 18', 118' · Awoniyi 94' | Asistencia: 15 000 espectadores Árbitro(s): Benjamin Brand | Asistencia: 15 000 espectadores Árbitro(s): Benjamin Brand |

| 27 de octubre de 2021, 18:30 | Bochum                                        | 2:2 (2:2, 1:0) (t. s.)(5:4 p.) | Augsburgo                                               | Vonovia Ruhrstadion, Bochum                                 |                                                             |
|                              | Pantović 12', 53'                             | DFB Reporte Soccerway Reporte  | Oxford 56' · Vargas 58'                                 | Asistencia: 15 220 espectadores Árbitro(s): Martin Petersen | Asistencia: 15 220 espectadores Árbitro(s): Martin Petersen |
|                              |                                               | Tiros desde el punto penal     |                                                         |                                                             |                                                             |
|                              | Rexhbeçaj · Mašović · Blum · Polter · Riemann |                                | Gouweleeuw · Finnbogason · Strobl · Gregoritsch · Maier |                                                             |                                                             |

| 27 de octubre de 2021, 18:30 | Dinamo Dresde                     | 2:3 (2:2, 0:0) (t. s.)        | San Pauli                                   | Rudolf-Harbig-Stadion, Dresde                               |                                                             |
|                              | Daferner 66' · Ziereis 73' (a.g.) | DFB Reporte Soccerway Reporte | Paqarada 63' · Dittgen 72' · Buchtmann 101' | Asistencia: 16 000 espectadores Árbitro(s): Sven Waschitzki | Asistencia: 16 000 espectadores Árbitro(s): Sven Waschitzki |

| 27 de octubre de 2021, 20:45 | Hannover 96                   | 3:0 (1:0)                     | Fortuna Düsseldorf | HDI-Arena, Hannover                                          |                                                              |
|                              | Kerk 30' · Beier 90+2', 90+5' | DFB Reporte Soccerway Reporte |                    | Asistencia: 8000 espectadores Árbitro(s): Florian Badstübner | Asistencia: 8000 espectadores Árbitro(s): Florian Badstübner |

| 27 de octubre de 2021, 20:45 | Borussia Mönchengladbach                               | 5:0 (3:0)                     | Bayern Múnich | Borussia-Park, Mönchengladbach                             |                                                            |
|                              | Koné 2' · Bensebaini 15', 21' (pen.) · Embolo 51', 58' | DFB Reporte Soccerway Reporte |               | Asistencia: 48 500 espectadores Árbitro(s): Tobias Stieler | Asistencia: 48 500 espectadores Árbitro(s): Tobias Stieler |

| 27 de octubre de 2021, 20:45 | Jahn Ratisbona                             | 3:3 (2:2, 0:1) (t. s.)(2:4 p.) | Hansa Rostock                         | Jahnstadion Regensburg, Ratisbona                        |                                                          |
|                              | Singh 71' · Zwarts 90+1' · Breitkreuz 101' | DFB Reporte Soccerway Reporte  | Riedel 9' · Mamba 56' · Breier 120+1' | Asistencia: 7000 espectadores Árbitro(s): Tobias Reichel | Asistencia: 7000 espectadores Árbitro(s): Tobias Reichel |
|                              |                                            | Tiros desde el punto penal     |                                       |                                                          |                                                          |
|                              | Wekesser · Boukhalfa · Albers · Guwara     |                                | Bahn · Malone · Behrens · Breier      |                                                          |                                                          |

| 27 de octubre de 2021, 20:45 | Stuttgart | 0:2 (0:0)                     | Colonia          | Mercedes-Benz Arena, Stuttgart                            |                                                           |
|                              |           | DFB Reporte Soccerway Reporte | Modeste 72', 77' | Asistencia: 25 000 espectadores Árbitro(s): Deniz Aytekin | Asistencia: 25 000 espectadores Árbitro(s): Deniz Aytekin |

### Fase final
|  | Octavos de final         | Octavos de final |              |       | Cuartos de final | Cuartos de final |  |  | Semifinales      | Semifinales      |  |  | Final      | Final      |
|  | 18 y 19 de enero         | 18 y 19 de enero |              |       | 1 y 2 de marzo   | 1 y 2 de marzo   |  |  | 19 y 20 de abril | 19 y 20 de abril |  |  | 21 de mayo | 21 de mayo |
|  |                          |                  |              |       |                  |                  |  |  |                  |                  |  |  |            |            |
|  |                          |                  |              |       |                  |                  |  |  |                  |                  |  |  |            |            |
|  |                          |                  |              |       |                  |                  |  |  |                  |                  |  |  |            |            |
|  | Hertha Berlín            | 2                |              |       |                  |                  |  |  |                  |                  |  |  |            |            |
|  | Hertha Berlín            | 2                |              |       |                  |                  |  |  |                  |                  |  |  |            |            |
|  | Unión Berlín             | 3                |              |       |                  |                  |  |  |                  |                  |  |  |            |            |
|  | Unión Berlín             | 3                | Hamburgo     | 2 (3) |                  |                  |  |  |                  |                  |  |  |            |            |
|  |                          |                  |              | 2 (3) |                  |                  |  |  |                  |                  |  |  |            |            |
|  |                          | Karlsruher       | 2 (2)        |       |                  |                  |  |  |                  |                  |  |  |            |            |
|  | San Pauli                | Karlsruher       | 2 (2)        | 2     |                  |                  |  |  |                  |                  |  |  |            |            |
|  | San Pauli                |                  |              | 2     |                  |                  |  |  |                  |                  |  |  |            |            |
|  | Borussia Dortmund        | 1                |              |       |                  |                  |  |  |                  |                  |  |  |            |            |
|  | Borussia Dortmund        | 1                | Hamburgo     | 1     |                  |                  |  |  |                  |                  |  |  |            |            |
|  |                          |                  |              | 1     |                  |                  |  |  |                  |                  |  |  |            |            |
|  |                          | Friburgo         | 3            |       |                  |                  |  |  |                  |                  |  |  |            |            |
|  | Colonia                  | Friburgo         | 3            | 1 (3) |                  |                  |  |  |                  |                  |  |  |            |            |
|  | Colonia                  |                  |              | 1 (3) |                  |                  |  |  |                  |                  |  |  |            |            |
|  | Hamburgo                 | 1 (4)            |              |       |                  |                  |  |  |                  |                  |  |  |            |            |
|  | Hamburgo                 | 1 (4)            | Bochum       | 1     |                  |                  |  |  |                  |                  |  |  |            |            |
|  |                          |                  |              | 1     |                  |                  |  |  |                  |                  |  |  |            |            |
|  |                          | Friburgo (t. s.) | 2            |       |                  |                  |  |  |                  |                  |  |  |            |            |
|  | 1860 Múnich              | Friburgo (t. s.) | 2            | 0     |                  |                  |  |  |                  |                  |  |  |            |            |
|  | 1860 Múnich              |                  |              | 0     |                  |                  |  |  |                  |                  |  |  |            |            |
|  | Karlsruher               | 1                |              |       |                  |                  |  |  |                  |                  |  |  |            |            |
|  | Karlsruher               | 1                | Friburgo     | 1 (2) |                  |                  |  |  |                  |                  |  |  |            |            |
|  |                          |                  |              | 1 (2) |                  |                  |  |  |                  |                  |  |  |            |            |
|  |                          | RB Leipzig       | 1 (4)        |       |                  |                  |  |  |                  |                  |  |  |            |            |
|  | Hannover 96              | RB Leipzig       | 1 (4)        | 3     |                  |                  |  |  |                  |                  |  |  |            |            |
|  | Hannover 96              |                  |              | 3     |                  |                  |  |  |                  |                  |  |  |            |            |
|  | Borussia Mönchengladbach | 0                |              |       |                  |                  |  |  |                  |                  |  |  |            |            |
|  | Borussia Mönchengladbach | 0                | Hannover 96  | 0     |                  |                  |  |  |                  |                  |  |  |            |            |
|  |                          |                  |              | 0     |                  |                  |  |  |                  |                  |  |  |            |            |
|  |                          | RB Leipzig       | 4            |       |                  |                  |  |  |                  |                  |  |  |            |            |
|  | RB Leipzig               | RB Leipzig       | 4            | 2     |                  |                  |  |  |                  |                  |  |  |            |            |
|  | RB Leipzig               |                  |              | 2     |                  |                  |  |  |                  |                  |  |  |            |            |
|  | Hansa Rostock            | 0                |              |       |                  |                  |  |  |                  |                  |  |  |            |            |
|  | Hansa Rostock            | 0                | RB Leipzig   | 2     |                  |                  |  |  |                  |                  |  |  |            |            |
|  |                          |                  |              | 2     |                  |                  |  |  |                  |                  |  |  |            |            |
|  |                          | Unión Berlín     | 1            |       |                  |                  |  |  |                  |                  |  |  |            |            |
|  | Bochum                   | Unión Berlín     | 1            | 3     |                  |                  |  |  |                  |                  |  |  |            |            |
|  | Bochum                   |                  |              | 3     |                  |                  |  |  |                  |                  |  |  |            |            |
|  | Maguncia 05              | 1                |              |       |                  |                  |  |  |                  |                  |  |  |            |            |
|  | Maguncia 05              | 1                | Unión Berlín | 2     |                  |                  |  |  |                  |                  |  |  |            |            |
|  |                          |                  |              | 2     |                  |                  |  |  |                  |                  |  |  |            |            |
|  |                          | San Pauli        | 1            |       |                  |                  |  |  |                  |                  |  |  |            |            |
|  | Hoffenheim               | San Pauli        | 1            | 1     |                  |                  |  |  |                  |                  |  |  |            |            |
|  | Hoffenheim               |                  |              | 1     |                  |                  |  |  |                  |                  |  |  |            |            |
|  | Friburgo                 | 4                |              |       |                  |                  |  |  |                  |                  |  |  |            |            |
|  | Friburgo                 | 4                |              |       |                  |                  |  |  |                  |                  |  |  |            |            |

### Octavos de final
El sorteo de los octavos de final se celebró el 31 de octubre de 2021 a las 18:30. Los ocho partidos tuvieron lugar del 18 al 19 de enero de 2022. Los partidos fueron sorteados por Peter Zimmermann, presidente del SG Ahrtal, uno de los equipos de fútbol afectados por las inundaciones en Alemania de 2021.
| 18 de enero de 2022, 18:30 | 1860 Múnich | 0:1 (0:0)                     | Karlsruher          | Grünwalder Stadion, Múnich                             |                                                        |
|                            |             | DFB Reporte Soccerway Reporte | Wanitzek 69' (pen.) | Asistencia: 0 espectadores Árbitro(s): Martin Petersen | Asistencia: 0 espectadores Árbitro(s): Martin Petersen |

| 18 de enero de 2022, 18:30 | Colonia                                   | 1:1 (0:0, 0:0) (t. s.)(3:4 p.) | Hamburgo                                           | RheinEnergieStadion, Colonia                             |                                                          |
|                            | Modeste 120+2' (pen.)                     | DFB Reporte Soccerway Reporte  | Glatzel 92'                                        | Asistencia: 750 espectadores Árbitro(s): Daniel Schlager | Asistencia: 750 espectadores Árbitro(s): Daniel Schlager |
|                            |                                           | Tiros desde el punto penal     |                                                    |                                                          |                                                          |
|                            | Özcan · Modeste · Ljubicic · Duda · Kainz |                                | Kinsombi · Kittel · Vušković · Gyamerah · Schonlau |                                                          |                                                          |

| 18 de enero de 2022, 20:45 | San Pauli                       | 2:1 (2:0)                     | Borussia Dortmund  | Millerntor-Stadion, Hamburgo                          |                                                       |
|                            | Amenyido 4' · Witsel 40' (a.g.) | DFB Reporte Soccerway Reporte | Haaland 58' (pen.) | Asistencia: 2000 espectadores Árbitro(s): Harm Osmers | Asistencia: 2000 espectadores Árbitro(s): Harm Osmers |

| 18 de enero de 2022, 20:45 | Bochum                               | 3:1 (0:1)                     | Maguncia 05 | Vonovia Ruhrstadion, Bochum                          |                                                      |
|                            | Pantović 56' (pen.), 59' · Löwen 80' | DFB Reporte Soccerway Reporte | Onisiwo 36' | Asistencia: 750 espectadores Árbitro(s): Felix Brych | Asistencia: 750 espectadores Árbitro(s): Felix Brych |

| 19 de enero de 2022, 18:30 | Hannover 96                     | 3:0 (2:0)                     | Borussia Mönchengladbach | HDI-Arena, Hannover                                         |                                                             |
|                            | Beier 4', 51' · Kerk 36' (pen.) | DFB Reporte Soccerway Reporte |                          | Asistencia: 500 espectadores Árbitro(s): Florian Badstübner | Asistencia: 500 espectadores Árbitro(s): Florian Badstübner |

| 19 de enero de 2022, 18:30 | RB Leipzig            | 2:0 (1:0)                     | Hansa Rostock | Red Bull Arena, Leipzig                                  |                                                          |
|                            | Poulsen 6' · Olmo 82' | DFB Reporte Soccerway Reporte |               | Asistencia: 1000 espectadores Árbitro(s): Sven Jablonski | Asistencia: 1000 espectadores Árbitro(s): Sven Jablonski |

| 19 de enero de 2022, 20:45 | Hoffenheim               | 1:4 (0:2)                     | Friburgo                                           | PreZero Arena, Sinsheim                                  |                                                          |
|                            | Schlotterbeck 53' (a.g.) | DFB Reporte Soccerway Reporte | Grifo 10', 36' (pen.) · Schade 55' · Demirović 68' | Asistencia: 500 espectadores Árbitro(s): Robert Schröder | Asistencia: 500 espectadores Árbitro(s): Robert Schröder |

| 19 de enero de 2022, 20:45 | Hertha Berlín                     | 2:3 (0:1)                     | Unión Berlín                                   | Estadio Olímpico, Berlín                                |                                                         |
|                            | Khedira 54' (a.g.) · Serdar 90+5' | DFB Reporte Soccerway Reporte | Voglsammer 11' · Stark 50' (a.g.) · Knoche 55' | Asistencia: 3000 espectadores Árbitro(s): Deniz Aytekin | Asistencia: 3000 espectadores Árbitro(s): Deniz Aytekin |

### Cuartos de final
El sorteo de los cuartos de final se llevó a cabo el 30 de enero de 2022 a las 19:15 con Felix Neureuther sorteando los encuentros. Los cuatro partidos tuvieron lugar el 1 y 2 de marzo de 2022.
| 1 de marzo de 2022, 20:45 | Unión Berlín                | 2:1 (1:1)                     | San Pauli  | Stadion Alte Försterei, Berlín                                 |                                                                |
|                           | Becker 45' · Voglsammer 75' | DFB Reporte Soccerway Reporte | Kyereh 21' | Asistencia: 10 000 espectadores Árbitro(s): Florian Badstübner | Asistencia: 10 000 espectadores Árbitro(s): Florian Badstübner |

| 2 de marzo de 2022, 18:30 | Hamburgo                                 | 2:2 (2:2, 0:1) (t. s.)(3:2 p.) | Karlsruher                                             | Volksparkstadion, Hamburgo                               |                                                          |
|                           | Glatzel 52', 90+1'                       | DFB Reporte Soccerway Reporte  | Heise 40' · Hofmann 50'                                | Asistencia: 25 000 espectadores Árbitro(s): Felix Zwayer | Asistencia: 25 000 espectadores Árbitro(s): Felix Zwayer |
|                           |                                          | Tiros desde el punto penal     |                                                        |                                                          |                                                          |
|                           | Schonlau · Vagnoman · Vušković · Glatzel |                                | Gondorf · Heise · Wanitzek · Van Rhijn · O'Shaughnessy |                                                          |                                                          |

| 2 de marzo de 2022, 18:30 | Hannover 96 | 0:4 (0:2)                     | RB Leipzig                               | HDI-Arena, Hannover                                     |                                                         |
|                           |             | DFB Reporte Soccerway Reporte | Nkunku 17', 22' · Laimer 67' · Silva 73' | Asistencia: 25 000 espectadores Árbitro(s): Marco Fritz | Asistencia: 25 000 espectadores Árbitro(s): Marco Fritz |

| 2 de marzo de 2022, 20:45 | Bochum     | 1:2 (1:1, 0:0) (t. s.)        | Friburgo                   | Vonovia Ruhrstadion, Bochum                                 |                                                             |
|                           | Polter 64' | DFB Reporte Soccerway Reporte | Petersen 51' · Sallai 120' | Asistencia: 10 000 espectadores Árbitro(s): Robert Schröder | Asistencia: 10 000 espectadores Árbitro(s): Robert Schröder |

### Semifinales
El sorteo de las semifinales se llevó a cabo el 6 de marzo de 2022 a las 19:15, con Laura Nolte sorteando los partidos. Los dos partidos tuvieron lugar del 19 al 20 de abril de 2022.
| 19 de abril de 2022, 20:45 | Hamburgo    | 1:3 (0:3)                     | Friburgo                                     | Volksparkstadion, Hamburgo                                |                                                           |
|                            | Glatzel 88' | DFB Reporte Soccerway Reporte | Petersen 11' · Höfler 17' · Grifo 35' (pen.) | Asistencia: 57 000 espectadores Árbitro(s): Deniz Aytekin | Asistencia: 57 000 espectadores Árbitro(s): Deniz Aytekin |

| 20 de abril de 2022, 20:45 | RB Leipzig                        | 2:1 (0:1)                     | Unión Berlín | Red Bull Arena, Leipzig |                         |
|                            | Silva 61' (pen.) · Forsberg 90+3' | DFB Reporte Soccerway Reporte | Becker 25'   | Árbitro(s): Felix Brych | Árbitro(s): Felix Brych |

### Final
| 21 de mayo de 2022, 20:00 | Friburgo                                         | 1:1 (1:1, 1:0) (t. s.)(2:4 p.) | RB Leipzig                       | Estadio Olímpico, Berlín                                     |                                                              |
|                           | Eggestein 19'                                    | DFB Reporte Soccerway Reporte  | Nkunku 76'                       | Asistencia: 75 000 espectadores Árbitro(s): Sascha Stegemann | Asistencia: 75 000 espectadores Árbitro(s): Sascha Stegemann |
|                           |                                                  | Tiros desde el punto penal     |                                  |                                                              |                                                              |
|                           | Petersen · Günter · K. Schlotterbeck · Demirović |                                | Nkunku · Orban · Olmo · Henrichs |                                                              |                                                              |

| 26         | Guardameta     | Mark Flekken         |      |
| 5          | Defensa        | Manuel Gulde         | 106' |
| 3          | Defensa        | Philipp Lienhart     |      |
| 4          | Defensa        | Nico Schlotterbeck   |      |
| 17         | Centrocampista | Lukas Kübler         | 86'  |
| 8          | Centrocampista | Maximilian Eggestein | 86'  |
| 27         | Centrocampista | Nicolas Höfler       | 79'  |
| 30         | Centrocampista | Christian Günter     |      |
| 22         | Delantero      | Roland Sallai        | 79'  |
| 32         | Delantero      | Vincenzo Grifo       |      |
| 9          | Delantero      | Lucas Höler          |      |
| Entrenador | Entrenador     | Christian Streich    |      |

| 1          | Guardameta     | Péter Gulácsi      |      |
| 2          | Defensa        | Mohamed Simakan    | 113' |
| 4          | Defensa        | Willi Orban        |      |
| 23         | Defensa        | Marcel Halstenberg |      |
| 16         | Centrocampista | Lukas Klostermann  |      |
| 17         | Centrocampista | Konrad Laimer      | 99'  |
| 44         | Centrocampista | Kevin Kampl        | 69'  |
| 39         | Centrocampista | Benjamin Henrichs  |      |
| 10         | Delantero      | Emil Forsberg      | 61'  |
| 18         | Delantero      | Christopher Nkunku |      |
| 33         | Delantero      | André Silva        | 61'  |
| Entrenador | Entrenador     | Domenico Tedesco   |      |

| 18 | Delantero      | Nils Petersen       | 79'  |
| 11 | Delantero      | Ermedin Demirović   | 79'  |
| 19 | Centrocampista | Janik Haberer       | 86'  |
| 7  | Centrocampista | Jonathan Schmid     | 86'  |
| 31 | Defensa        | Keven Schlotterbeck | 106' |

| 22 | Defensa        | Nordi Mukiele      | 61'  |
| 17 | Centrocampista | Dominik Szoboszlai | 61'  |
| 25 | Centrocampista | Dani Olmo          | 69'  |
| 14 | Centrocampista | Tyler Adams        | 99'  |
| 32 | Defensa        | Joško Gvardiol     | 113' |

| Anotado | 19' | Maximilian Eggestein | 1–0 |

| Anotado | 76' | Christopher Nkunku | 1–1 |

|                     |                            | 0:1 | Acierto de penal | Christopher Nkunku |
| Nils Petersen       | Acierto de penal           | 1:1 |                  |                    |
|                     |                            | 1:2 | Acierto de penal | Willi Orban        |
| Christian Günter    | Fallo de penal (desviado)  | 1:2 |                  |                    |
|                     |                            | 1:3 | Acierto de penal | Dani Olmo          |
| Keven Schlotterbeck | Acierto de penal           | 2:3 |                  |                    |
|                     |                            | 2:4 | Acierto de penal | Benjamin Henrichs  |
| Ermedin Demirović   | Fallo de penal (travesaño) | 2:4 |                  |                    |

| Amonestado | 81'  | Lukas Kübler      |
| Amonestado | 90'  | Philipp Lienhart  |
| Amonestado | 112' | Ermedin Demirović |

| Amonestado | 58' | Mohamed Simakan |
| Amonestado | 60' | Kevin Kampl     |
| Amonestado | 82' | Emil Forsberg   |

| Expulsado            | 57'  | Marcel Halstenberg |
| Otorgado · Expulsado | 118' | Kevin Kampl        |

| Árbitro             | Sascha Stegemann     |
| Árbitros asistentes | Mike Pickel          |
| Árbitros asistentes | Frederick Assmuth    |
| Cuarto árbitro      | Robert Schröder      |
| VAR                 | Sören Storks         |
| Asistente VAR       | Christian Gittelmann |

| 26         | Guardameta     | Mark Flekken         |      |
| 5          | Defensa        | Manuel Gulde         | 106' |
| 3          | Defensa        | Philipp Lienhart     |      |
| 4          | Defensa        | Nico Schlotterbeck   |      |
| 17         | Centrocampista | Lukas Kübler         | 86'  |
| 8          | Centrocampista | Maximilian Eggestein | 86'  |
| 27         | Centrocampista | Nicolas Höfler       | 79'  |
| 30         | Centrocampista | Christian Günter     |      |
| 22         | Delantero      | Roland Sallai        | 79'  |
| 32         | Delantero      | Vincenzo Grifo       |      |
| 9          | Delantero      | Lucas Höler          |      |
| Entrenador | Entrenador     | Christian Streich    |      |

| 1          | Guardameta     | Péter Gulácsi      |      |
| 2          | Defensa        | Mohamed Simakan    | 113' |
| 4          | Defensa        | Willi Orban        |      |
| 23         | Defensa        | Marcel Halstenberg |      |
| 16         | Centrocampista | Lukas Klostermann  |      |
| 17         | Centrocampista | Konrad Laimer      | 99'  |
| 44         | Centrocampista | Kevin Kampl        | 69'  |
| 39         | Centrocampista | Benjamin Henrichs  |      |
| 10         | Delantero      | Emil Forsberg      | 61'  |
| 18         | Delantero      | Christopher Nkunku |      |
| 33         | Delantero      | André Silva        | 61'  |
| Entrenador | Entrenador     | Domenico Tedesco   |      |

| 18 | Delantero      | Nils Petersen       | 79'  |
| 11 | Delantero      | Ermedin Demirović   | 79'  |
| 19 | Centrocampista | Janik Haberer       | 86'  |
| 7  | Centrocampista | Jonathan Schmid     | 86'  |
| 31 | Defensa        | Keven Schlotterbeck | 106' |

| 22 | Defensa        | Nordi Mukiele      | 61'  |
| 17 | Centrocampista | Dominik Szoboszlai | 61'  |
| 25 | Centrocampista | Dani Olmo          | 69'  |
| 14 | Centrocampista | Tyler Adams        | 99'  |
| 32 | Defensa        | Joško Gvardiol     | 113' |

| Anotado | 19' | Maximilian Eggestein | 1–0 |

| Anotado | 76' | Christopher Nkunku | 1–1 |

|                     |                            | 0:1 | Acierto de penal | Christopher Nkunku |
| Nils Petersen       | Acierto de penal           | 1:1 |                  |                    |
|                     |                            | 1:2 | Acierto de penal | Willi Orban        |
| Christian Günter    | Fallo de penal (desviado)  | 1:2 |                  |                    |
|                     |                            | 1:3 | Acierto de penal | Dani Olmo          |
| Keven Schlotterbeck | Acierto de penal           | 2:3 |                  |                    |
|                     |                            | 2:4 | Acierto de penal | Benjamin Henrichs  |
| Ermedin Demirović   | Fallo de penal (travesaño) | 2:4 |                  |                    |

| Amonestado | 81'  | Lukas Kübler      |
| Amonestado | 90'  | Philipp Lienhart  |
| Amonestado | 112' | Ermedin Demirović |

| Amonestado | 58' | Mohamed Simakan |
| Amonestado | 60' | Kevin Kampl     |
| Amonestado | 82' | Emil Forsberg   |

| Expulsado            | 57'  | Marcel Halstenberg |
| Otorgado · Expulsado | 118' | Kevin Kampl        |

| Árbitro             | Sascha Stegemann     |
| Árbitros asistentes | Mike Pickel          |
| Árbitros asistentes | Frederick Assmuth    |
| Cuarto árbitro      | Robert Schröder      |
| VAR                 | Sören Storks         |
| Asistente VAR       | Christian Gittelmann |

| DFB Pokal Trophy               |
|                                |
| Campeón RB Leipzig 1.er título |

## Máximos goleadores
| Jugador                  | Equipo                  | Goles |
| ------------------------ | ----------------------- | ----- |
| Robert Glatzel           | Hamburgo S. V.          | 5     |
| Maximilian Beier         | Hannover 96             | 4     |
| Eric Maxim Choupo-Moting | F. C. Bayern Múnich     | 4     |
| Erling Haaland           | B. V. Borussia Dortmund | 4     |
| Miloš Pantović           | F. C. Bayern Múnich     | 4     |
| Vincenzo Grifo           | S. C. Friburgo          | 4     |
| Jonathan Burkardt        | 1. F. S. V. Maguncia 05 | 3     |
| Anthony Modeste          | F. C. Colonia           | 3     |
| Christopher Nkunku       | R. B. Leipzig           | 3     |